# كلية الاقتصاد (جامعة تشرين)
كلية الاقتصاد في جامعة تشرين
إحدى أعرق كليات جامعة تشرين في اللاذقية، تأسست بتاريخ 24 / 8 /1986، بهدف إعداد الطلاب وتأهيلهم في مختلف ميادين العلوم الاقتصادية وتزويدهم بمستوى عالٍ من المعرفة في مجال اختصاصهم بما يواكب التقدم العلمي والتقني في العالم.

## التخصصات العلمية
تقسم الدراسة في كلية الاقتصاد في جامعة تشرين إلى مرحلتين

### المرحلة الأولى
ومدتهاأربع سنوات تنتهي بمنح الطالب درجة البكالوريوس (إجازة) في الاقتصاد، ويدرّس الطلاب في السنتين الأولى والثانية من المرحلة الأولى المناهج الاقتصادية العامة ومبادئ المحاسبة والاقتصاد والعلوم الرياضية الاقتصادية والإحصائية كما يتم تدريس مقررات استخدام الكومبيوتر في المجالات الاقتصادية والمحاسبية.
وفي السنتين الثالثة والرابعة تتفرع الدراسة في الكلية إلى ستة اختصاصات ويكون على الطالب اختيار قسم واحد من الاقسام التالية:
- قسم العلوم المالية والمصرفية

يجب أن يكون ناجح بمقررين من المقررات التالية التحليل الاقتصادي الكلي _ المالية العامة_ نقود ومصارف
- قسم الإحصاء والبرمجة

ولكي يختص الفرد بقسم الاحصاء والبرمجة يجب أن يكون ناجح بمقررين من المقررات التالية: رياضيات اقتصادية _ مبادىء الاحصاء _ رياضيات عالية _ إحصاء تطبيقي 
- قسم إدارة الأعمال

ولكي يختص الفرد بقسم إدارة الأعمال يجب أن يكون ناجح بمقررين من المقررات التالية مبادى الإدارة ووظائفها_ إدارة الموارد البشرية_ادارة العمليات 
- قسم الاقتصاد والتخطيط

- قسم المحاسبة

يجب أن يكون ناجح بثلاث مقررات من المقررات التالية
محاسبة 1_ محاسبة 2_محاسبة أشخاص_محاسبة أموال 
- قسم التسويق

ويجب أن يكون ناجح بمقررين من المقررات التالية
مبادى الإدارة ووظائفها _ ادارة الموارد البشرية _ادارة العمليات

### المرحلة الثانية
وهي مرحلة الدراسات العليا، وتضم ، درجة ماجستير، ودرجة دكتوراه.

#### ماجستير
- ماجستير في الاقتصاد والتخطيط
- ماجستير في المحاسبة ويتبع قسم المحاسبة
- ماجستير في إدارة الأعمال
- ماجستير في السكان والتنمية
- ماجستير في العلاقات الدولية
- ماجستير في التسويق
- ماجستير في إدارة المنشآت السياحية
- ماجستير في الإحصاء و البرمجة

#### دكتوراه
- دكتوراه في الاقتصاد والتخطيط
- دكتوراه في المحاسبة
- دكتوراه في إدارة الأعمال
- دكتوراه في السكان والتنمية
- دكتوراه في العلاقات الدولية
- دكتوراه في التسويق
- دكتوراه في إدارة المنشآت السياحية